# Zadonsk
Zadonsk (en ruso: Задо́нск) es una ciudad del óblast de Lípetsk, Rusia, ubicada a la orilla izquierda del curso alto del río Don, a unos 92 km al suroeste de Lípetsk, la capital o centro administrativo del óblast. Su población en un censo realizado en 2010 era de casi 10 000 habs. la cual ha ido disminuyendo respecto a años anteriores ya que en 1989 superaba los 11 000 habs.

## Galería

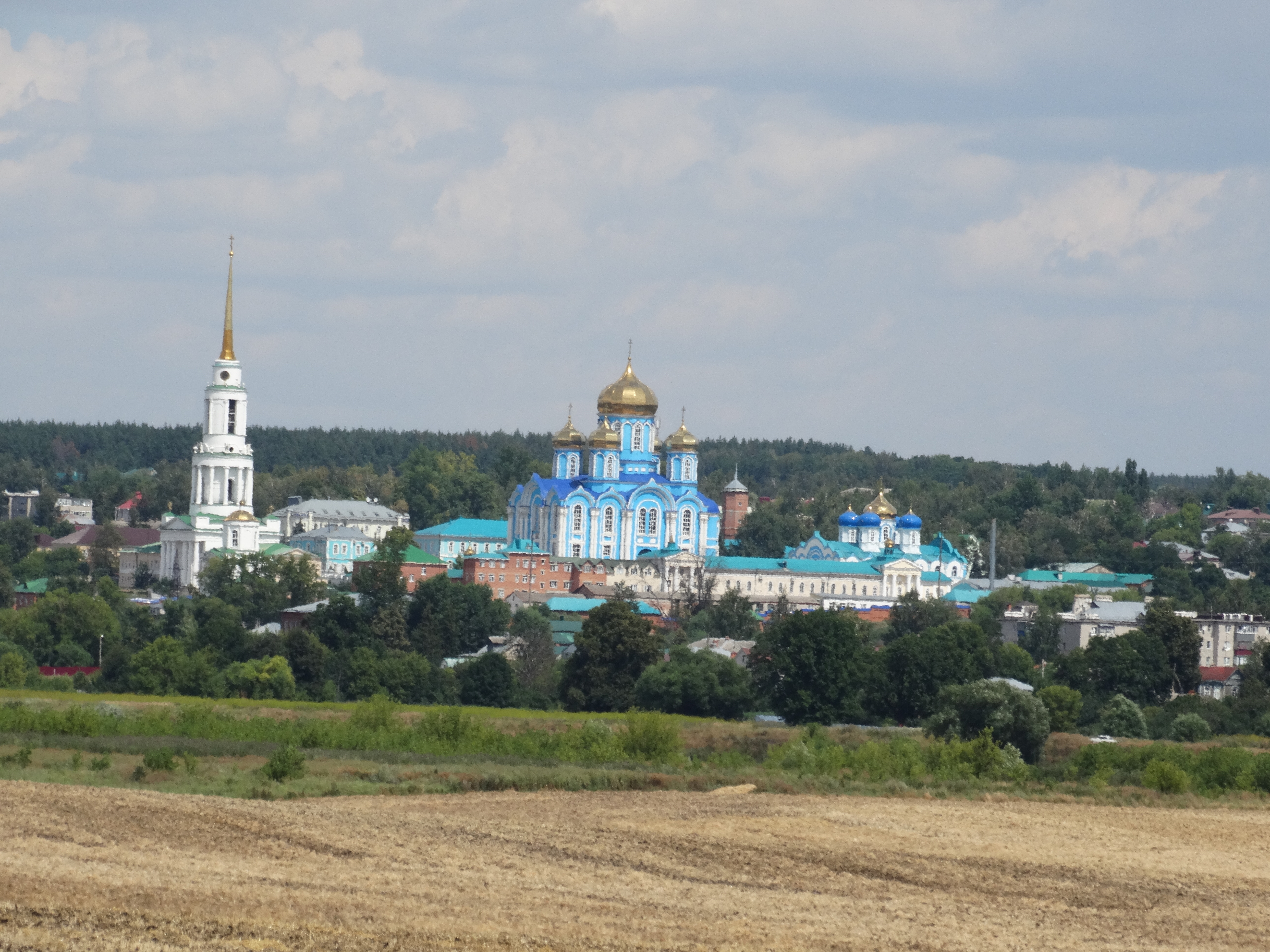
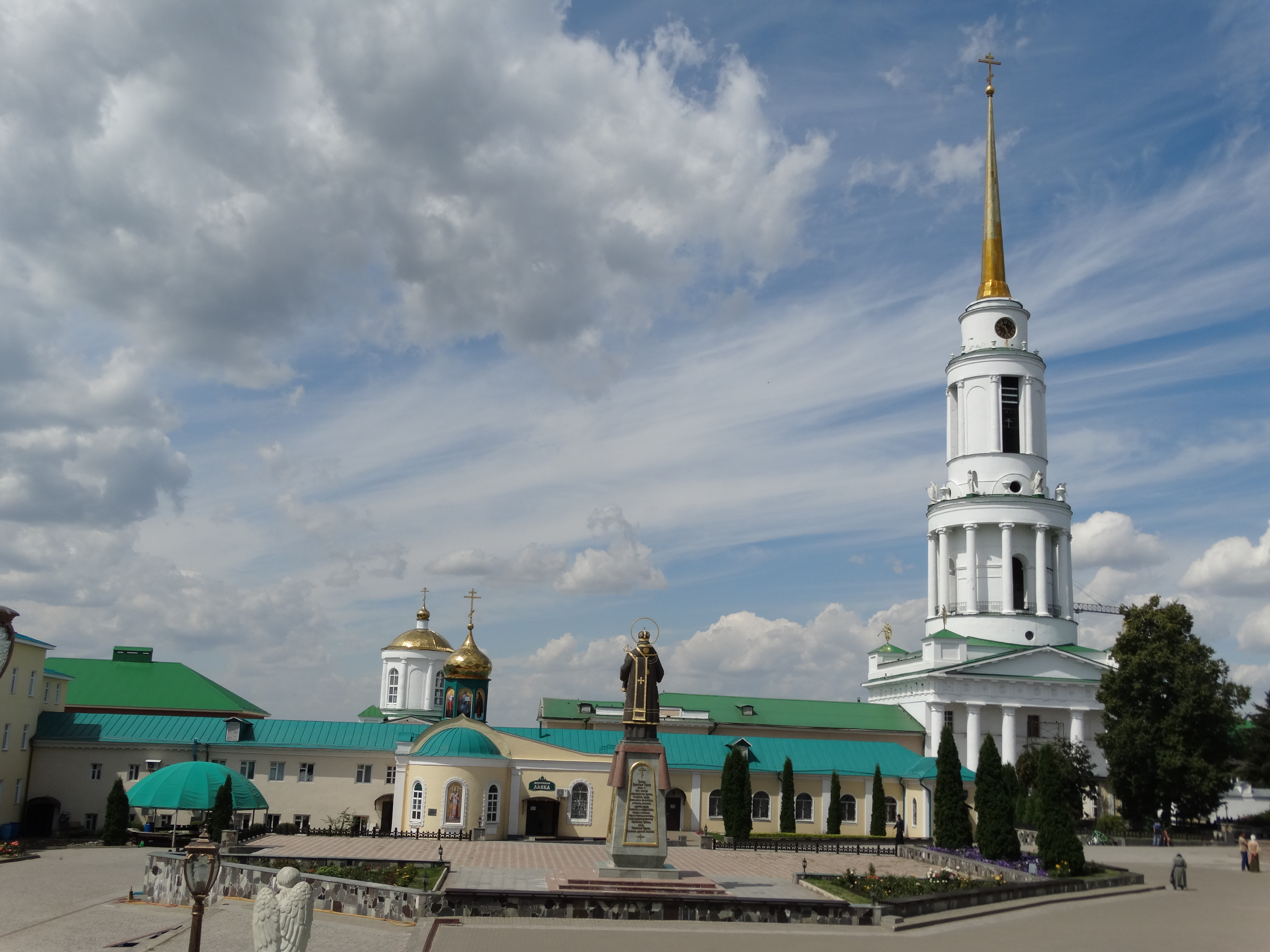
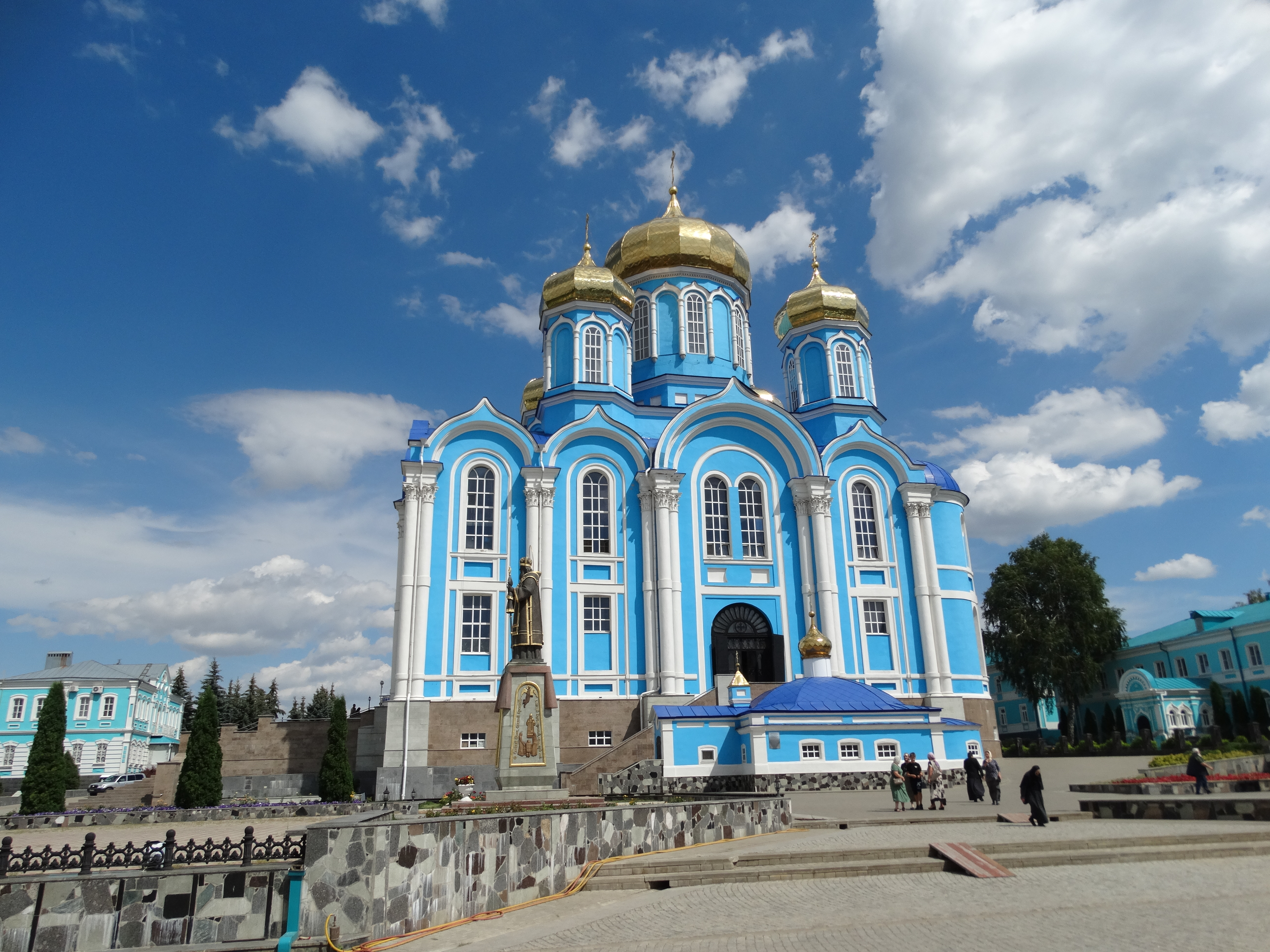
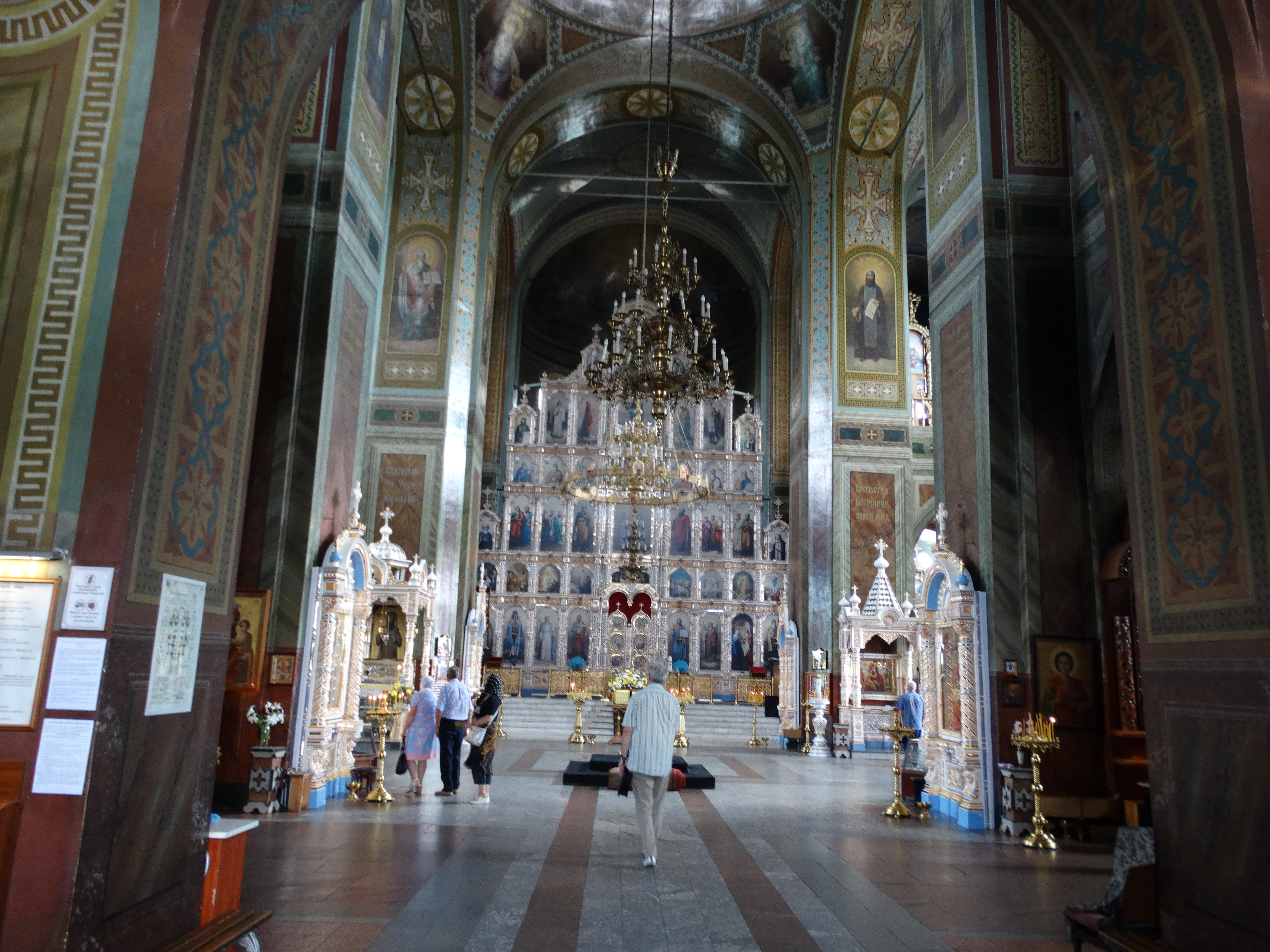
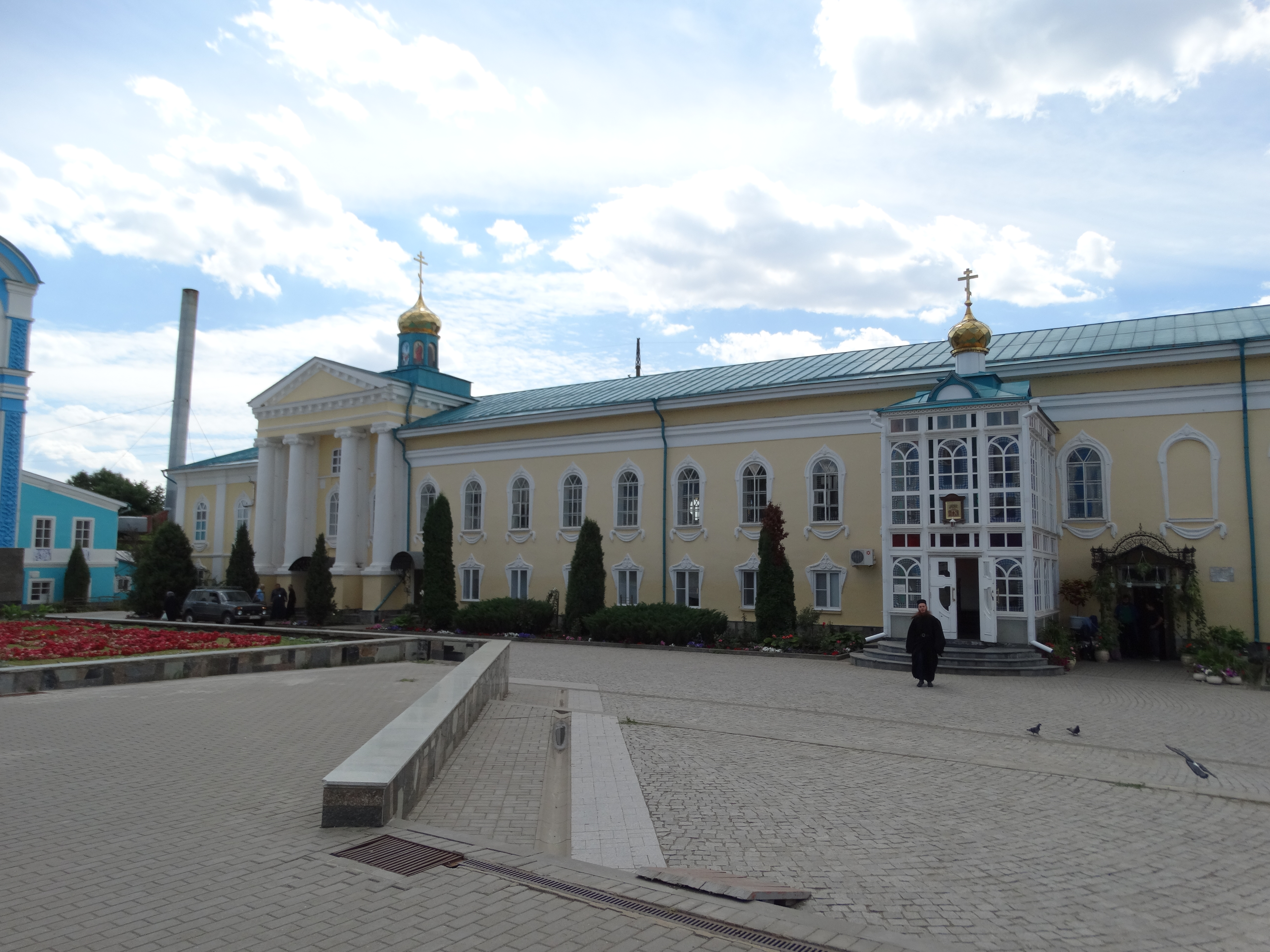

## Historia

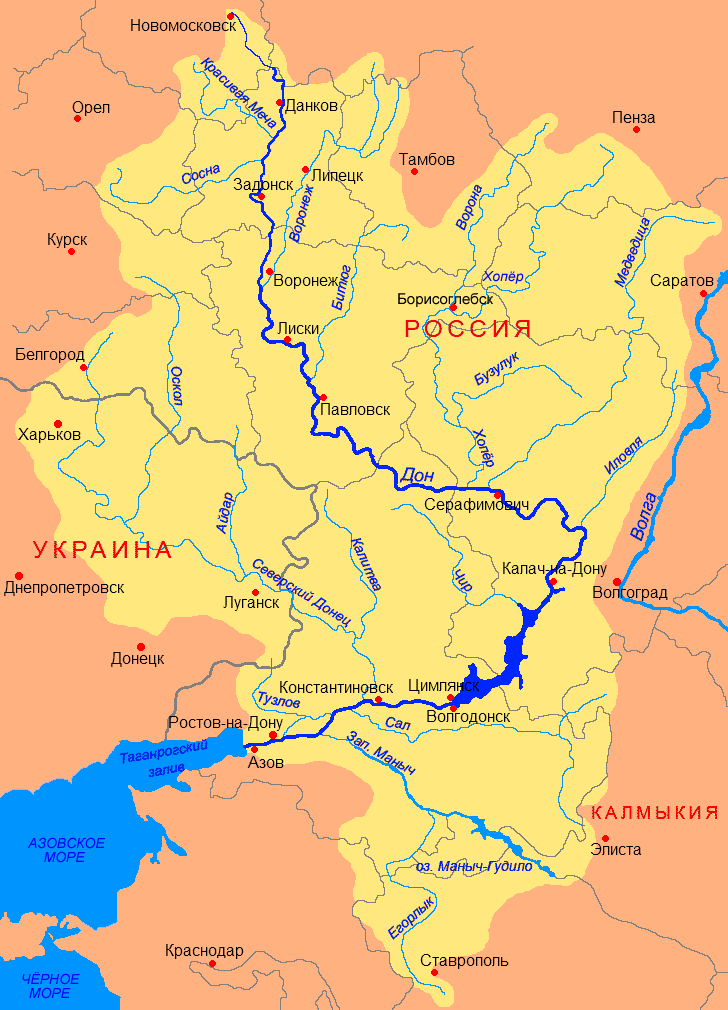
Zadonsk (Задо́нск) sobre la orilla izq. del curso alto del río Don

Zadonsk fue fundada en 1610 como un monasterio de monjes, y se hizo famoso siglo y medio más tarde cuando el Stárets Tikhon, que conseguía realizar milagros, se instaló aquí. Tikhon murió en 1783 y fue enterrado en el monasterio, que desde ese momento se convirtió en un centro de peregrinaje para visitar su tumba. Zadonsk consiguió el estatus de ciudad en 1779.
- Datos: Q136551
- Multimedia: Zadonsk / Q136551